# Gai Fonteu Capitó (cònsol any 59)
Gai Fonteu Capitó (en llatí Caius Fonteius Capito) va ser un magistrat romà del segle i. Formava part de la gens Fonteia, una gens romana d'origen plebeu procedent de Tusculum.
Va ser nomenat cònsol de Roma l'any 59 juntament amb Gai Vipsani. L'esmenta Tàcit als seus Annals i Plini el Vell a la Naturalis Historia.